# Африкански саванен слон
Африканският саванен слон (Loxodonta africana), често наричан само африкански слон, е вид едър бозайник от семейство Слонове (Elephantidae), най-едрият от шестте му съвременни представители.

## Характеристика
Африканският саванен слон е най-едрото съвременно сухоземно животно на планетата. Възрастните мъжки достигат дължина 6 – 6,8 m, височина 4 m и тегло между 7 и 10 тона. Най-едрият регистриран слон е убитият в Ангола през 1955 г. африкански слон с тегло 12,234 тона. Малките се раждат с тегло 120 кг.
Има голяма глава с големи уши и дълъг хобот, който е образуван от срастването на носа и горната устна. Хоботът е изключително гъвкав и служи за хващане, за хранене, за поставяне на вода в устата и за къпане.
Слоновете притежават огромни зъби-бивници, тежащи 60 – 100 кг. Горните резци (бивни) са силно удължени – до 1 – 2 метра. Най-големите зъби са били на слон от Танзания и са тежали 165 кг.
Имат силно развит слух и обоняние и по-слабо развито зрение.
Характерът е непостоянен – при определени условия става агресивен.
Африканският слон се храни с разнообразна растителна храна – треви, листа, ниски храсти, плодове и т.н. Може да „моделира“ пейзажа в саваната, като бута и изкоренява дървета.
Африканските слонове бягат с 35 км/ч.

## Местообитание
Африканският саванен слон обитава саваните и редките гори на Африка. Смята се, че общият брой на животните от този вид е около 470 000 индивида. Дълго време тези животни са преследвани от бракониери, в резултат на което техният брой силно е намалял. Но поради успеха на програмите за защита на слоновете днес техният брой се увеличава. От 1970 до 2007 броят им се е увеличил 3 пъти, но въпреки това е далеч от броя им в началото на 20 век.
През последните години с бързи темпове расте населението на африканските страни и това води до чести сблъсъци между хора и животни. Според една статистика слонове убиват около 90 души на „черния континент“ годишно, което се дължи на самите хора поради това, че все повече се заселват в близост до национални паркове, резервати и диви местности. Но и много слонове продължават да бъдат избивани нелегално, което се дължи на бедността и трудното преживяване в африканските страни.